# 熱帶風暴悟空 (2012年)
熱帶風暴悟空（英語：Tropical Storm Wukong，國際編號：1225，聯合颱風警報中心：WP272012，菲律賓大氣地球物理和天文管理局：Quinta）為2012年太平洋颱風季第二十五個及最後被命名的風暴。「悟空」一名由中國提供，是在《西遊記》中，美猴王孫悟空護送高僧唐三藏（即唐玄奘）到印度取佛經。取經途中遇到不少妖魔阻撓，但都遭悟空一一制伏。

## 發展過程
2012年12月18日下午，一個熱帶擾動在關島以西南海面上形成，聯合颱風警報中心編號93C，其後修改為93W。
12月20日下午10時，聯合颱風警報中心評為LOW 。
12月22日下午2時，聯合颱風警報中心取消評級。
12月24日凌晨，向西移動至帛琉以東海面上再度發展。上午9時30分，日本氣象廳升格為熱帶低氣壓，並發出烈風警報。下午2時，聯合颱風警報中心再次評為LOW。下午11時30分，聯合颱風警報中心發布熱帶氣旋形成警報。
12月25日上午5時，聯合颱風警報中心升格為熱帶低氣壓。上午9時15分，日本氣象廳升格為熱帶風暴。下午12時，悟空在菲律宾中部南萊特省錫拉戈沿海登陆，登陆时中心最大风力為每小時75公里（21m/s）。
12月26日上午5時，聯合颱風警報中心升格為熱帶風暴。
12月27日上午5時，聯合颱風警報中心降格為熱帶低氣壓，並發出最後的警報（第9報）。
12月28日上午5時，聯合颱風警報中心認為悟空有再生跡象，再次升格為熱帶低氣壓，並發出警報（第10報）。下午2時35分，日本氣象廳降格為熱帶低氣壓。下午11時，聯合颱風警報中心再次發出最後的警報（第13報）。

## 影響

### 菲律賓
最高熱帶氣旋警告：二號風暴信號
2012年12月25日上午5時，菲律賓大氣地球物理和天文管理局將已進入責任範圍的低壓區升格為熱帶低氣壓，並發佈第一報熱帶氣旋資訊，正式命名為Quinta，發出一號風暴信號。上午11時，菲律賓氣象部門將悟空升格為熱帶風暴，並發出二號風暴信號。下午12時，悟空在南萊特省錫拉戈沿海登陆。
12月26日上午11時，菲律賓氣象部門將悟空降格為熱帶低氣壓，並解除二號風暴信號。
12月27日上午11時，菲律賓氣象部門將悟空降格為低壓區，並發佈最後一報熱帶氣旋資訊，解除所有風暴信號。

## 熱帶氣旋信號使用記錄

### 菲律賓
| 菲律賓大氣地球物理和天文管理局 {{{警告系統}}} | 菲律賓大氣地球物理和天文管理局 {{{警告系統}}} | 菲律賓大氣地球物理和天文管理局 {{{警告系統}}} |
| --------------------------------------------- | --------------------------------------------- | --------------------------------------------- |
| 上一熱帶氣旋                                  | 一號風暴信號                                  | 下一熱帶氣旋                                  |
| 颱風寶霞                                      | 一號風暴信號                                  | 強烈熱帶風暴清松                              |

| 菲律賓大氣地球物理和天文管理局 {{{警告系統}}} | 菲律賓大氣地球物理和天文管理局 {{{警告系統}}} | 菲律賓大氣地球物理和天文管理局 {{{警告系統}}} |
| --------------------------------------------- | --------------------------------------------- | --------------------------------------------- |
| 上一熱帶氣旋                                  | 二號風暴信號                                  | 下一熱帶氣旋                                  |
| 颱風寶霞                                      | 二號風暴信號                                  | 強烈熱帶風暴清松                              |

## 外部連結
- （日語）http://www.jma.go.jp/ （页面存档备份，存于） 日本氣象廳首頁
- （英文）http://www.usno.navy.mil/JTWC/ （页面存档备份，存于） 聯合颱風警報中心首頁
- （简体中文）https://web.archive.org/web/20120928121548/http://www.nmc.gov.cn/ 中央氣象台首頁
- （繁體中文）http://www.cwb.gov.tw/ （页面存档备份，存于） 中央氣象局首頁
- （繁體中文）http://www.hko.gov.hk/ （页面存档备份，存于） 香港天文台首頁
- （繁體中文）http://www.smg.gov.mo/ （页面存档备份，存于） 澳門地球物理暨氣象局首頁